# Sarmàcia asiàtica
La Sarmàcia asiàtica és una part de la Sarmàcia i una regió que s'estén entre el Don (i des del seu naixement cap al nord), la mar d'Azov (Palus Maeotis), l'Euxí, el Caucas, la mar Càspia, el Volga i les terres desconegudes al nord. Inclou la regió del Caucas i Caucas del nord, Astracan, la regió del Don, Kazan, Viatka, Kostromà, Riazan, Tambov, Penza, etc.
Els pobles d'aquesta regió, esmentats per Claudi Ptolemeu són (de nord a sud):
- Asaei
- Suardeni
- Zacatae
- Hippophagi Sarmatae
- Modocae
- Sàrmates reials
- Sàrmates Hiperboris
- Perierbidi
- Iaxamatae (Astracan)
- Chaenides (Kazan)
- Phtheirophagi (a l'est del Volga)
- Materi (a l'est del Volga)
- Phtheirophagi (a l'est de Kazan)
- Materi (a Saràtov)

I els pobles de Caucas, que viuen a les muntanyes i no a les planes de la Sarmàcia:
- Siraceni
- Psessii
- Thatemeotae
- Tyrambae
- Asturicani
- Arichi
- Zicchi
- Conapseni
- Metibi
- Agoritae
- Melanchlaeni
- Serri
- Sapothraeni
- Scymnitae
- Amazones
- Sunani
- Sacani
- Orinaei
- Valii
- Servii
- Tusci
- Diduri
- Vodae
- Olondae
- Isondae
- Gerrhi
- Achaei
- Kerketi
- Heniochi
- Suanocolchi
- Senaraei.

No se sap quina va ser la font d'informació de Claudi Ptolemeu ni en quina llengua s'ha de buscar el significat dels noms de les tribus. Probablement són fonts escites, però els pobles del nord sembla que parlaven llengües úgriques. Per altra banda, les divisions que Ptolemeu fa de la Sarmàcia no són divisions geogràfiques naturals. La Sarmàcia asiàtica és un conglomerat arbitrari de pobles i d'ètnies, ja que al nord incloïa poblacions fineses i úgriques i al sud circassianes i georgianes.